# 髙野倉匡人
髙野倉 匡人（たかのくら まさと、1963年2月3日 - ）は、日本の実業家。上質工具専門店「ファクトリーギア」の代表取締役社長であり、多くの雑誌やメディアを通して工具の魅力を伝えるハンドツールジャーナリストとしても活躍中。
ONLY STORY参照
1963年2月　東京生まれ　千葉（柏）育ち
麗澤高校→青山学院大学→大塚商会
大塚商会を退社後、家族が営む工場用品販売店を手伝う。
バブル崩壊により近隣の製造工場が続々と廃業するなか1995年に「ファクトリーギア」を開店。1996年には世界のブランド工具を取り揃える工具専門店へと業態を一新し、現在のファクトリーギアビジネスの出発点となる。

2000年　株式会社エフジーアール（現ファクトリーギア株式会社）を設立し多店舗運営をスタート。同時期に国内外の工具メーカーと提携し「DEEN」ブランドの工具開発に着手し、日本国内での販売を開始。
2025年現在、国内13店舗、国外3店舗の店舗網と、千葉県に物流センター、東京本社、台湾台中市に子会社を持つ。現在、代表取締役としてファクトリーギアを牽引する。

多くのクルマ・バイク・自転車系雑誌で工具の連載を担当し、上質工具の持つ魅力を市場ジャンルを問わず発信している。
2010年10月から4年半に渡りエフエム北海道での工具番組のパーソナリティーも務めた。
2015年7月からYouTubeチャンネル「ファクトリーギア 高野倉 匡人」を開設。2025年3月現在4950万回再生以上、チャンネル登録11.5万人を超える業界トップクラスの人気チャンネルとなっている。
2022年2月よりnoteを開始。毎月給料日に社員に向けて渡している手紙の公開を中心に、工具以外の話題や、最近身の回りに起こったことなどを赤裸々に綴っている。

2022年10月よりTBSラジオにて「工具大好き」がスタート。毎週土曜の16:30から30分間、様々なゲストを迎え工具にまつわる話を繰り広げる情報バラエティー番組。 アシスタントはタレントの川瀬良子。
同番組の放送後、ラジオ収録の様子を撮影した映像版をYouTubeチャンネル「ファクトリーギアTV〜工具好き〜」にて公開している。
2022年12月から2023年1月にかけて行われたTBSラジオの＃推しTBSポットキャスト教えてください！では「工具大好き」が堂々の1位となった。
2024年4月より「工具大好き」がラジオ大阪でもオンエア開始。
2024年4月、TOKYO FMにて「TOOLS BAR RADIO」がスタート。
2025年4月より、ユージ氏がパーソナリティーを務めるTOKYO FM「ONE MORNING」内で、アメリカンツールに特化したコーナーをスタート。

## 来歴
- 1963年2月3日、東京都千代田区神田に生まれる。他に姉と妹がいる。
- 青山学院大学卒業後、株式会社大塚商会入社。
- 1986年、父母二人で営む、周辺の工場へ消耗品を納入する機械工具商「常陸（ひたち）商会」の手伝いの為に大塚商会を退社する。
- 1995年、風早工業団地の土地区画整理の為に店舗移転を余儀なくされ、千葉県東葛飾郡沼南町（現柏市風早）に異色の外観を持つ店舗を「FACTORY GEAR」と名付けてオープンする。
- 1996年、バブル崩壊により周辺工場が次々と閉鎖し従来の家業が行き詰り、世界中のブランドを扱う工具専門店へと業態を一新。現在の事業の前身となる事業を開始しショップ代表となる。
- 2000年、多店舗展開のための新会社「株式会社エフ・ジー・アール」を設立し、代表取締役就任。今日に至る。

## 人物
学校関係、趣味のラグビー関係で多くの交友関係があり、自身の仕事関係とは全く異なるネットワークを生かして日々を楽しんでいる。仕事とプライベートの垣根を全く感じさせないキャラクター。
一般社団法人日本道経会会員
『私たちは、いつもある言葉を胸に働いていてね。
「笑顔が生まれる仕事をしよう（Work For Smile）」
これは、弊社の社是です。私が考えた日本語の部分に対してスタッフが英訳を考えてくれたんだけど、まさに私たちの仕事や会社を表す言葉だと思ってるんですよ。
ONLY STORY参照

## エピソード
- 幼稚園で誕生日会の時に、みんなの前で話をするのが恥ずかしくて、自らの意思で幼稚園を中退している。
- 地元公立中学校に入学する前に、男子は全員丸坊主という校則に疑問を持ち、小学校の帰りに単身中学校に行き、校長先生に質問した。その結果、校長先生から許可を貰い、ただ一人、長髪で中学校に入学。3年間、いじめにあうこともなく無事に卒業している。
- 高校でラグビー部に入ったが、中学時代は長髪で運動部に入れずブラスバンド部に所属していた。そのため、トロンボーンが吹ける。
- 大学時代、当時、盛り上がりに欠けていたクリスマスの夜を華やかにするため、出張ショーを考案し、クリスマスイブとクリスマスの夜、渋谷と自由が丘の居酒屋、カフェバー、ディスコ8店舗にワンステージ15分程度のショーをデリバリーした。企画だけではなく、自らも「なまはげ」として演じた。
- いたずら好きで、毎年エイプリールフールは家族や知人を騙すためのウソを準備している。
- ハーレー雑誌への連載を依頼され、それまでほとんど原付にも乗ったことがなかったが慌てて教習所に入所し、54歳にして大型バイクの免許を取得した。

## 著書
・高野倉匡人　『上質工具入門』　山海堂〈株式会社山海堂〉2007年
・高野倉匡人　『働く工具図鑑』〈主婦の友社〉2013年
・『工具の本 FACTORY GEAR MAGAZINE』シリーズ（学研パブリッシング）
・『ハンドツールバイヤーズガイド』（学研パブリッシング）
・『工具の本2022』（学研パブリッシング）2022年11月、ムック「所ジョージの世田谷ベース VOL.51」の付録として発売。その後ファクトリーギアで単体発売が行われた。
【連載誌】
・『ガレージライフ』ガレージングコラム（ネコパブリッシング）
【取材協力誌】
・『Gワークス』工具の心得（株式会社 三栄）※隔月連載
【Youtube】
・『高野倉匡人のファクトリーギアTV〜工具好き〜』 ※毎週木曜・土曜の2回更新。
・『ファクトリーギア 高野倉 匡人 セカンドチャンネル』2022年11月開設
【過去の連載誌】
・『オートメカニック』ファクトリーギア通信（内外出版社）
・『バイブズ』工具革命（源）
・『ホットウォーターモータースポーツマガジン』ハンドツール虎の穴（エッジ）
・『ル・ボラン』工具屋台〜こうぐやだい!〜（ネコパブリッシング）
・『バイシクルクラブ』工具のたしなみ（ピークス株式会社）
・『Bicycle21』工具物語〜こうぐモノかたり〜（ライジング出版）
・『カスタムピープル』工具のイロハ（株式会社クレタ）
・『アンダー400』改楽生活（株式会社クレタ）
・『ドゥーパ!』ハンドツールちょっといい話（株式会社ワン・パブリッシング）
・『4x4マガジン』（ネコパブリッシング）
・『THE LC』（ネコパブリッシング）
【監修・取材協力】
・『美しき男の工具』男の隠れ家増刊（株式会社 三栄）
・『リアルメタルデザイン』男の隠れ家増刊（株式会社 三栄）
・『DIYガイドブック』電動工具の選び方＆使い方（ネコパブリッシング）
・『ロコラ』DIY HINTS & TIPS（株式会社 三栄）
・『カブonly』カブいじりが2倍楽しくなる良い工具（造形社）
・『モノ・マガジン』工具日和（ワールドフォトプレス）
・『男の隠れ家』工具のプロに聞いた美しい工具（株式会社 三栄）
・『自分で造る秘密基地 DIY STYLE』男の隠れ家別冊（株式会社 三栄）
・『ティーポ』カフェレーサー的ツールのススメ（ネコパブリッシング）
・『Goods Press』魅惑のアナログ工具特集（徳間書店）
・  MonoMax特別編集『最新版! 工具の教科書』（宝島社）
・  Mono Master 特別編集 DIYの困ったを解決する本（宝島社）2024年
・  世界で一番美しい工具図鑑（創元社）2024年

## テレビ・ラジオ出演等
【テレビ】
- 『櫻井・有吉アブナイ夜会』（TBSテレビ）
- 『ダイニノアレ』（テレビ東京）
- 『RX-72』（スカパー!）
- 『大人のバイク時間 MOTORISE』（BS11） - Vol-256「ライダーにレクチャー！"工具の世界"」
- 『国分太一のTHE CRAFTSMEN』（BSJapanext）
- 『なりゆき街道旅』（フジテレビ）

【ラジオ】
- 『GEAR tools RADIO mono FACTORY』（AIR-G' 2010年 - 2015年）
- 『情報ミックスバラエティ・パズル』（文化放送）ゲスト出演
- 『金曜ボイスログ』（TBSラジオ）※工具特集回で2024年までに計4回ゲスト出演
- 『工具大好き』（TBSラジオ / ラジオ大阪 2022年10月 - ）
- 『TOOLS BAR RADIO』（TOKYO FM 2024年4月 - ）
- 『CREATORS BANK #LIKELABO』（BAYFM 2024年6月）ゲスト出演
- 『ジェーン・スー 生活は踊る』（TBSラジオ、2024年10月）ゲスト出演
- 『The American Workers』（TOKYO FM ONEMORNING 金曜コーナー 2025年4月-）

【Youtube】
- 『SATAbuilder's』あなたの知らない工具の世界
- 『SATAbuilder's』わたしが推したい工具の世界
- 『SATAbuilder's』ファクトリーギアで選ぶ、ツーリングマストアイテムとは!?
- 『SATAbuilder's』メガ野倉】またまた高野倉が進化しました!!

【講 演 会 / トークショー】
- 商業界精神と商人道
- 教育機関での講演、特別授業（茨城県高野小、私立麗澤中高、日本体育大学、麗澤大学、他）
- オートモビルカウンシル2023（雑誌 Lightning 統括編集長 松島 睦氏と高野倉が「男がこだわるモノ」をテーマにしたトークショー）
- オートモビルカウンシル2024（タレントのユージ氏とのトークショー）
- 第60回  JAPAN DIY HOMECENTER SHOW 2024（3日間に渡り工具メーカーとのトークショーを開催。最終日は佐田正樹氏をゲストに迎え、自身のラジオ番組「工具大好き」の公開収録を行った）
- オートモビルカウンシル2025（アウトドアパーク ブロンコ代表の竹村吉史氏とのトークショー）